# Electrina von Freyberg

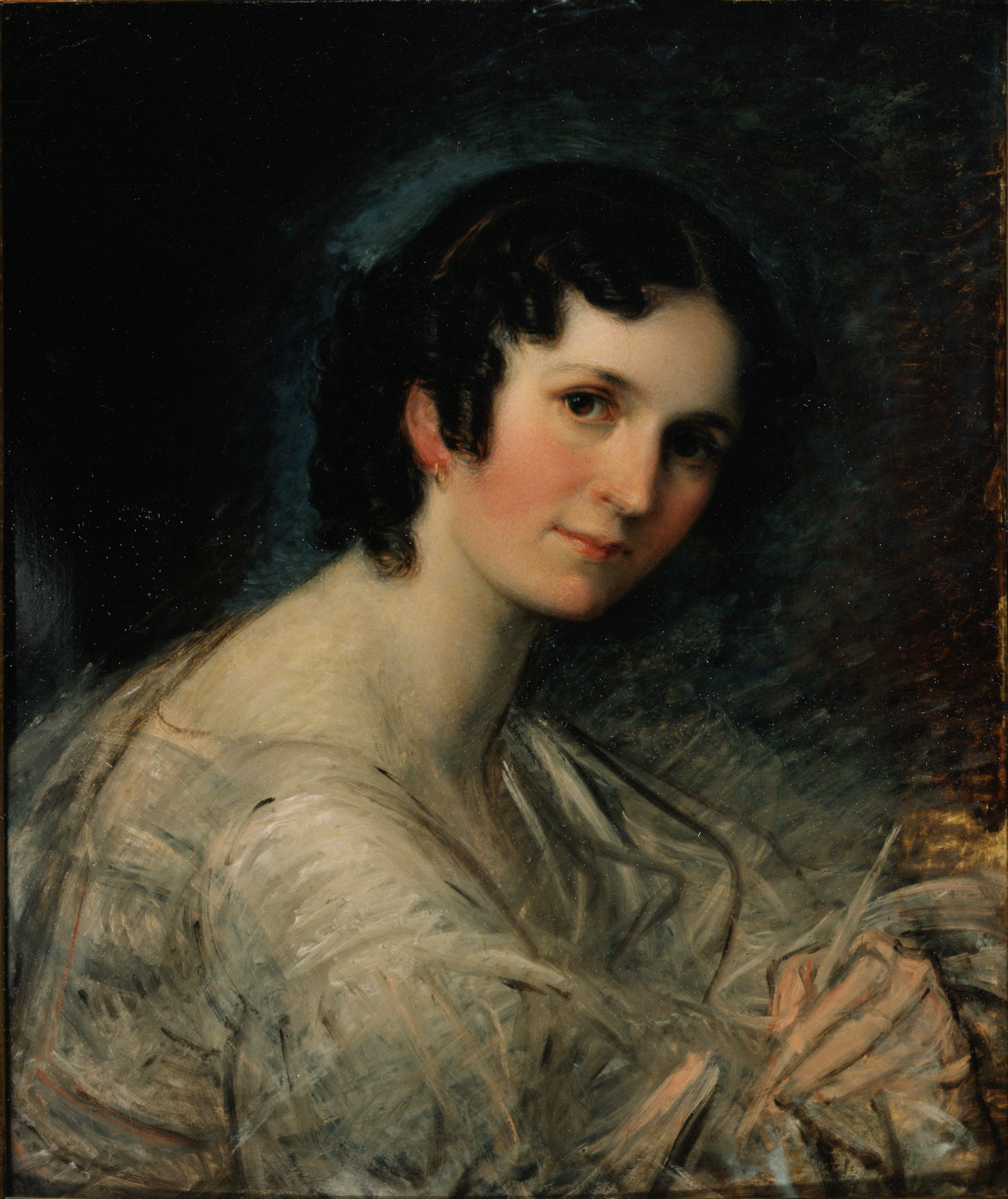
Selbstbildnis, um 1836

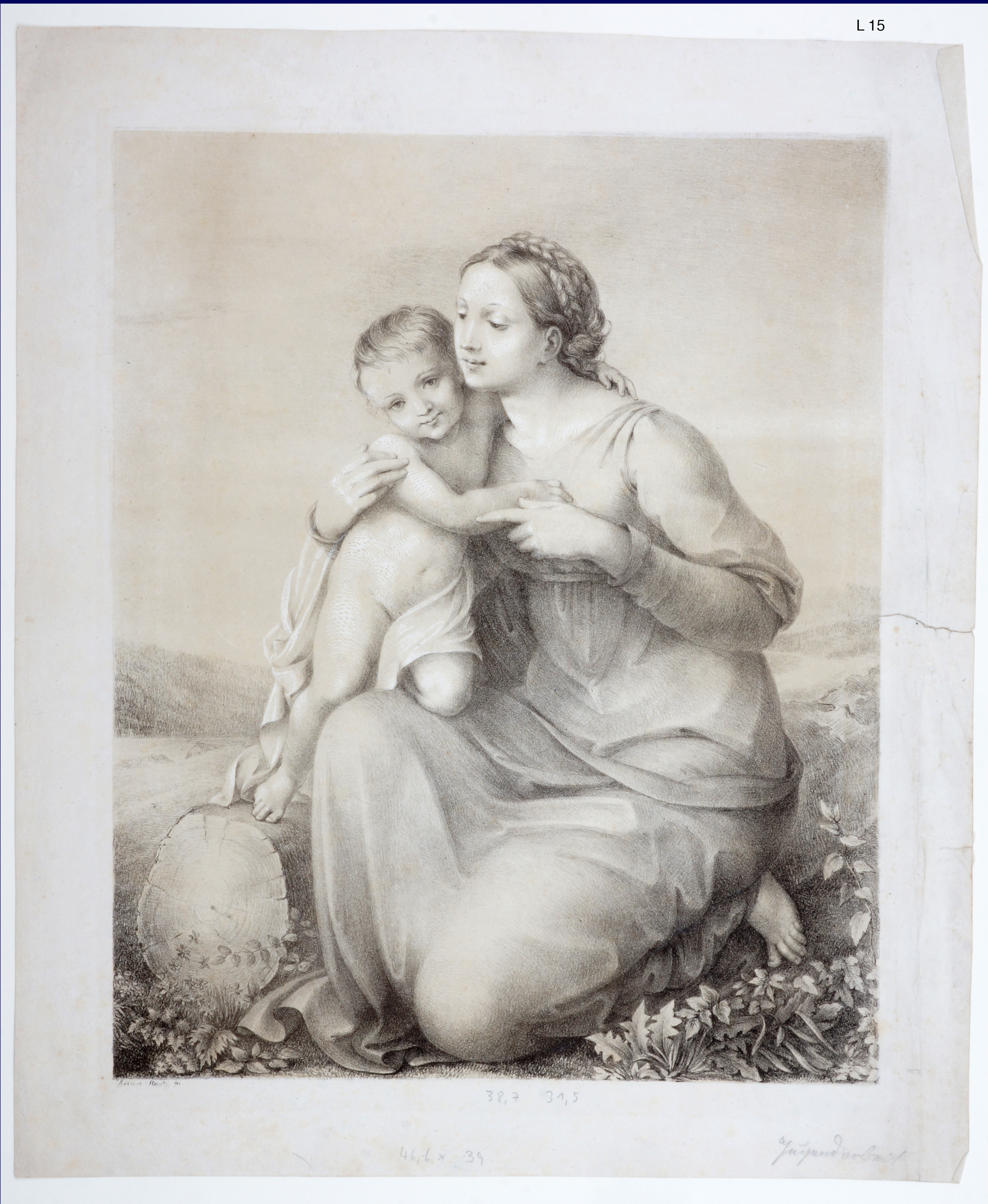
Madonna mit Kind, 1818/1819

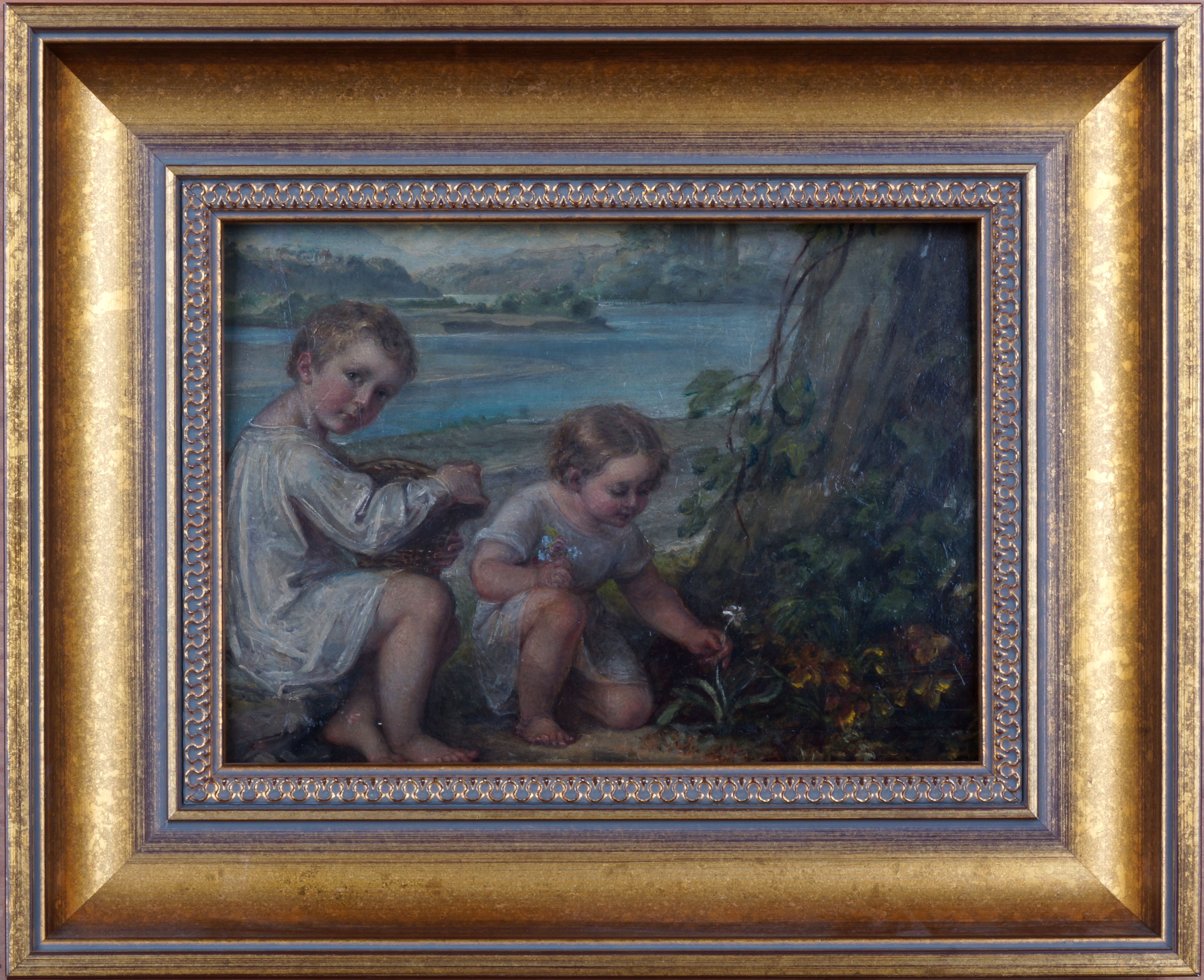
Zwei Kinder der Malerin, um 1833

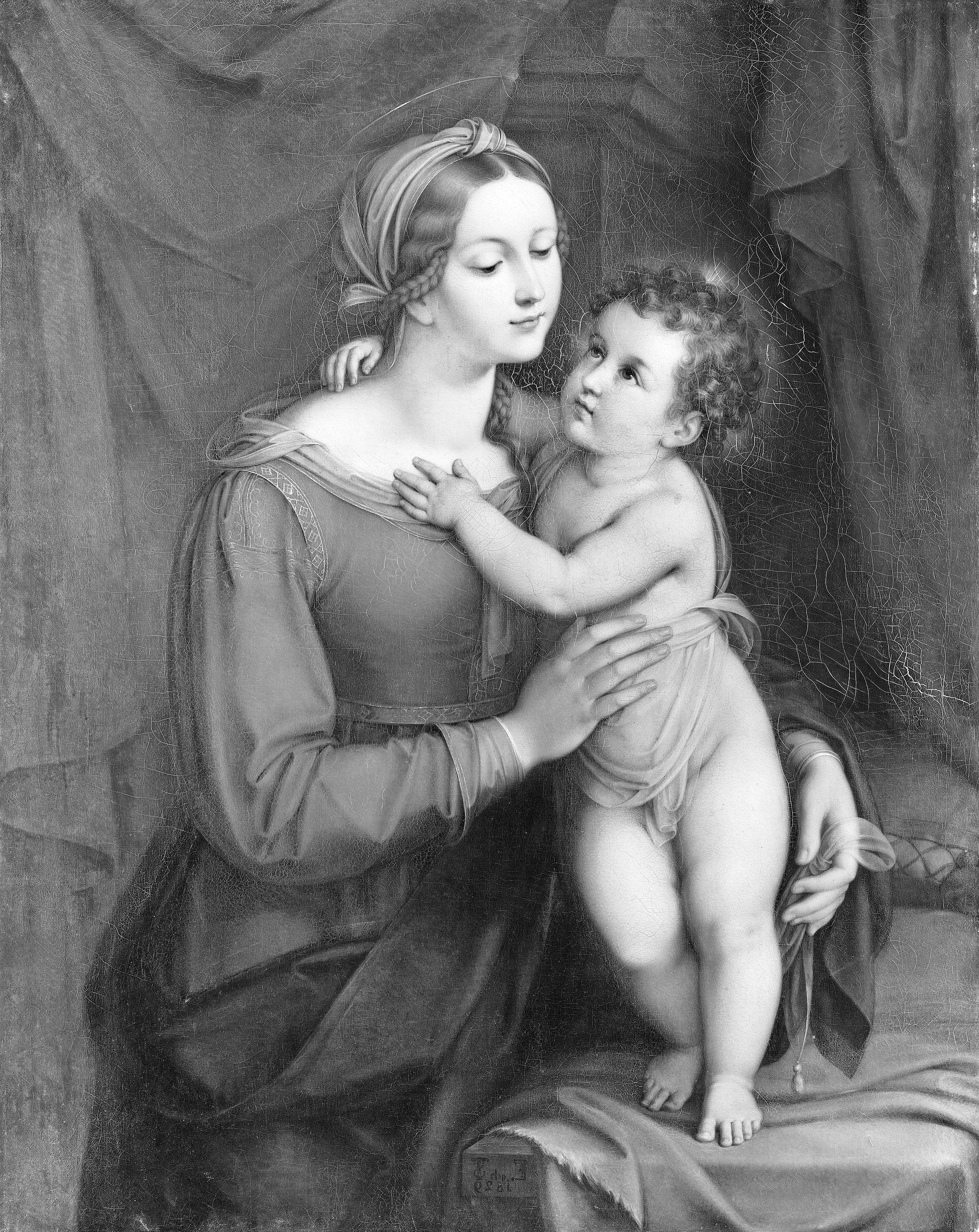
Maria mit dem Kind, 1829

Maria Electrina von Freyberg, auch Electrine von Freyberg bzw. Elektrina von Freyberg, geborene Electrina Stuntz (geboren 24. März 1797 in Straßburg, gestorben 1. Januar 1847 in München) war eine deutsche Historienmalerin.

## Leben
Electrina Stuntz war das sechste von zwölf Kindern des Schweizer Malers, Kunsthändlers und Lithografen Johann Baptist Stuntz (1753–1847) und seiner Frau Maria Franziska. Ihr Bruder Joseph Hartmann Stuntz (1790–1859) wurde später Musiker, Komponist und 1825 erster Hofkapellmeister in München. Die ganze Familie zog 1808 nach München.
In der Zeichenschule ihres Vaters in Straßburg und später in seiner Steindruckerei in München erhielt Electrina ihre frühe Ausbildung. Die Technik der Lithografie war damals erst wenige Jahre alt, und Electrine erwies sich als geschickte Zeichnerin für das Genre. Bereits im Alter von 12 Jahren zeichnete das Mädchen „Die Beleuchtung des Rathausplatzes in München am 17. Mai 1809 anlässlich der Rückkehr des Königs Max I. Joseph von Bayern und seiner Gemahlin, der Königin Caroline, aus Augsburg“ und widmete das Werk dem Königspaar, das aufgrund der Fürsprache des Vaters so auf sie aufmerksam wurde. Einige Jahre später illustrierte sie die erste deutsche Ausgabe des Nibelungenlieds (1812 herausgegeben durch Joseph von Hinsberg (1764–1836)). Zwischen 1812 und 1814 erschien ihr erstes eigenes Werk: „Mes Leçons de Mythologie“, eine Sammlung mythologischer Motive im Steindruck. Das Werk wurde in zeitgenössischen Kritiken sehr positiv besprochen.
Ihr Vater ermöglichte ihr ab 1813 das Studium an der Akademie der Bildenden Künste München unter Leitung von Akademiedirektor Johann Peter von Langer. Sie war damit die zweite dort studierende Frau nach Marie Ellenrieder, welche im selben Jahr dort zugelassen wurde. Electrine schloss an der Institution Freundschaften, unter anderem mit Katharina von Predl (1790–1871) und widmete sich in dieser Zeit neben ihren Lithographien besonders religiöser Malerei, Figurenstudien und Portraitmalerei.
Mit ihrem Vater unternahm Electrina Stuntz ferner 1818 eine Studienreise nach Paris, wo sie unter anderem Lithographien für Alois Senefelder zeichnete. Mithilfe einer Zuwendung durch die Eltern ihres zukünftigen Ehemannes Wilhelm von Freyberg, die das Paar entzweien wollten, ausgegeben als königliches Stipendium, konnten Vater und Tochter 1821–1822 eine weitere Studienreise nach Rom unternehmen, wo Electrina Zugang zu dem Kreis um Friedrich Overbeck erhielt und als Ehrenmitglied in die Accademia di San Luca aufgenommen wurde. Dort kopierte sie im Dezember 1821 im Haus des bekannten römischen Malers Vincenzo Camuccini die Nelkenmadonna von der seit 1813 im Besitz der Brüder Camuccini befindlichen Originalfassung von Raffael. Ihr späterer Malstil wurde geprägt durch die deutsche Romantik und durch das Werk Raffaels, dessen Werke sie in Rom kopierte.
Stuntz heiratete 1823 den königlich-bayerischen Kämmerer und Oberstallmeister Wilhelm Freiherr von Freyberg, der ihr diskret nach Rom nachgereist war. Das Paar hatte sieben Kinder, von denen drei sehr früh verstarben. Die junge Familie lebte seither abwechselnd in München sowie auf ihrem Landgut in Thalkirchen in der Nähe von München. Die alte Gipsmühle auf dem Gelände wurde 1824/1825 nach Electrinas Plänen zu einer Villa umgebaut, in der zahlreiche Künstler und Gelehrte verkehrten. Electrina widmete sich künstlerisch nun nur noch der Malerei und erreichte in diesem Jahrzehnt den Höhepunkt ihres Schaffens: Sie erstellte Landschafts-, Historien- und Genremalereien sowie Porträts und religiöse Darstellungen. 1826 reichte sie vier Gemälde auf der Münchner Kunstausstellung ein, die von der Kunstkritik lobend erwähnt wurden. Im Jahr 1829 war sie ebenfalls in München mit sechs Arbeiten, unter anderem einer „Madonna mit Kind“, vertreten.
Zeitgenossen rühmten ihr Talent, ihren Geist und ihre Schönheit. Ihre Kunst wurde verglichen mit der von Overbeck – sie zeige im Vergleich aber weniger Sentimentalität und religiöses Gefühl, dafür jedoch Naivität und Frische in technisch geschickten und zierlich anmutigen Gemälden. Bloß die Zeitgenossin Marie Ellenrieder sei ihr als Malerin überlegen gewesen, es wurden auch Vergleiche zu Angelica Kauffmann bemüht, durchaus zugunsten Electrines. Ludwig von Schorn schrieb 1829 im „Kunstblatt“: „(…) die gleichmäßige Schönheit derselben lässt eine Künstlerin von erstem Range erkennen. Männlicher Verstand und zarte weibliche Empfindung vereinigen sich hier mit Gediegenheit des Studiums und eminenter Fertigkeit der Ausführung.“
In den 1830er Jahren erkrankte Electrine von Freyberg an einem Unterleibsleiden. Zusammen mit der Familie reiste sie mehrmals zu Kuraufenthalten in die bayerischen Alpen nach Partenkirchen und Heilbrunn. Hier entstanden detailgetreue Zeichnungen der Landschaft, der Gebäude und der Menschen des Voralpenraums.
Electrina Freyberg starb 1847 im Alter von 49 Jahren in München.

## Grabstätte

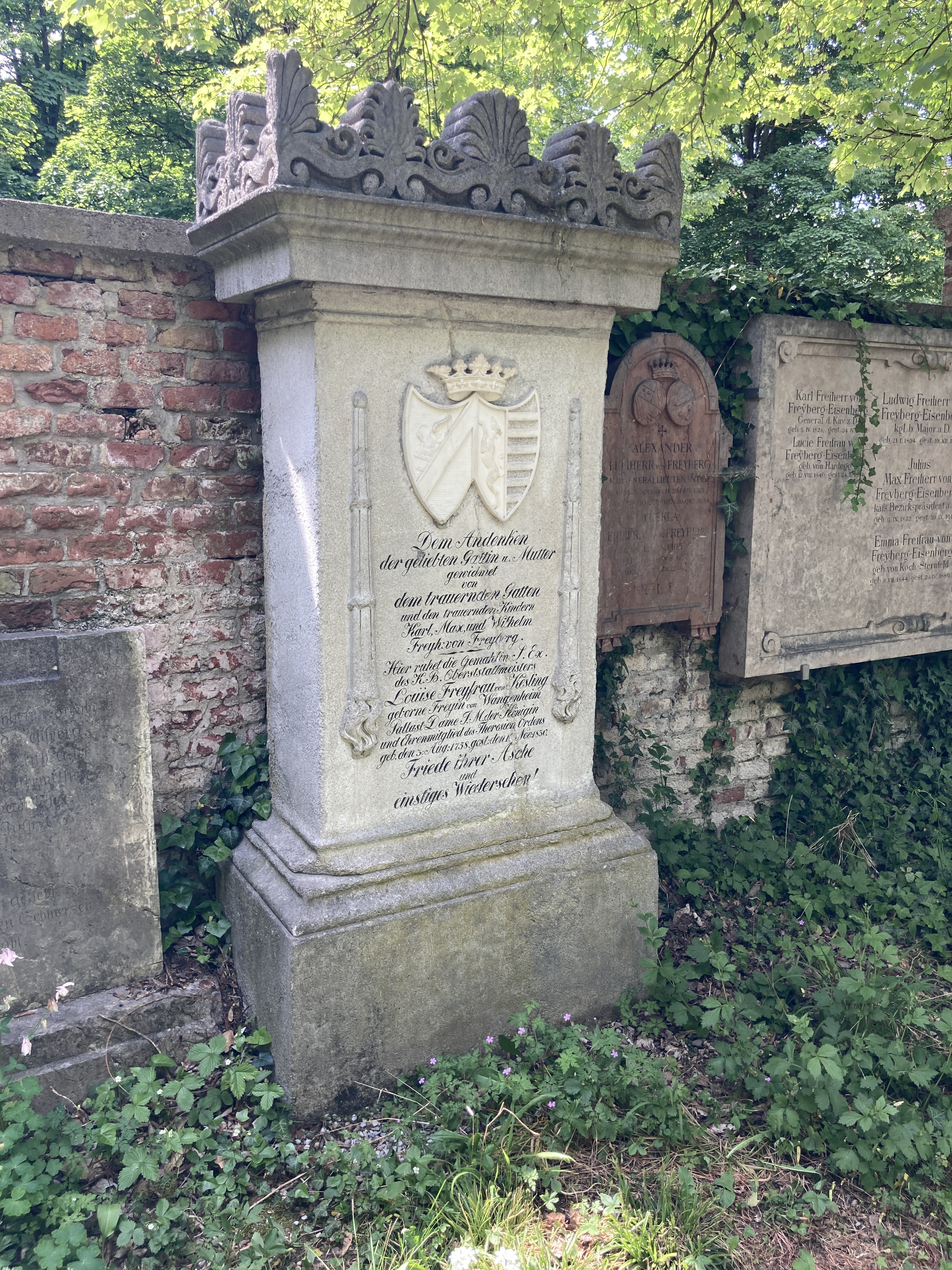
Grab von Electrina Freyberg auf dem Alten Südlichen Friedhof in München

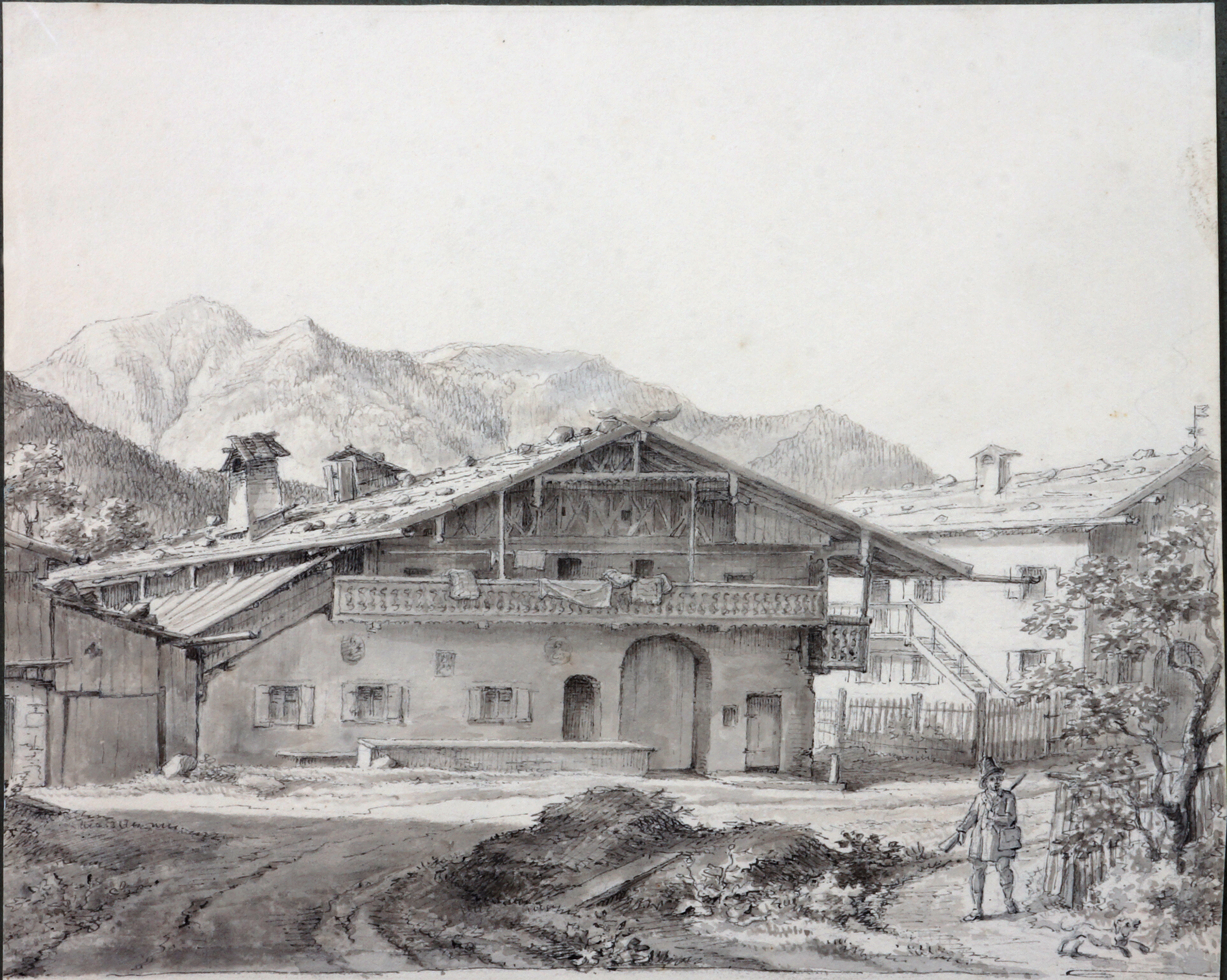
Badgasse in Partenkirchen, 1839

Die Grabstätte von Electrina Freyberg befindet sich auf dem Alten Südlichen Friedhof in München (Alte Arkaden Platz 24 bei Gräberfeld 25) Standort.

## Werk und Nachwirkung
Ihre Werke befinden sich zum größten Teil in Privatbesitz, doch auch öffentliche Museen wie die Bayerische Staatsgemäldesammlung in München, die Staatlichen Museen in Berlin und die Staatliche Graphische Sammlung München besitzen Werke der Künstlerin. Bilder von Electrina von Freyberg sind unter anderem in der Neuen Pinakothek und in der St. Petersburger Eremitage ausgestellt. Das Museum Aschenbrenner in Garmisch-Partenkirchen, wohin sie seit Ende der 1830er regelmäßig zur Badekur fuhr, widmete ihr 2021 eine Sonderausstellung mit zahlreichen Zeichnungen.
Trotz ihres umfangreichen Schaffens war die Künstlerin Ende des 19. Jahrhunderts weitgehend vergessen. Erst 1985 wurden ihr Leben und Werk durch Pankraz Freiherr von Freyberg umfassend erforscht.

### Auswahl des Werks
- Die Rückkehr von König Max I. Joseph von Bayern und seiner Gemahlin Königin Caroline nach München, 17. Mai 1809, Tuschezeichnung, 1809
- Mythologie-Lektionen, Lithographien, 1. Auflage 1812-ca. 1814
- Die Gipsmühle in Thalkirchen, Lithographie, um 1814/15
- Bildnis des Vaters Johann Baptist Stuntz, Öl auf Leinwand, um 1820
- Bildnis der Mutter Franziska Stuntz, Öl auf Leinwand, um 1820
- Im Gipsbruch bei Lenggries, Tuschpinsel, Feder, Bleistift, 1820
- Blick durch eine Weinlaube zur Villa Malta in Rom, 1821
- Wilhelm Freiherr von Freyberg, Öl auf Holz, 1823
- Madonna mit Kind, Ölgemälde, 1824
- Bärtiger Apostel, Öl auf Pappe, um 1826
- Spielende Kinder, um 1827
- Madonna mit Kind, Öl auf Leinwand, 1829
- Louise Dorothea Freifrau von Kesling (1763–1830), verwitwete von Freyberg, Aquarell, 1831
- Zwei Kinder der Malerin, Karl und Thekla, Öl auf Holz, um 1833
- Selbstbildnis, Öl auf Holz, um 1836
- In Garmisch, Bleistift, 1839
- Rast in Hammersbach bei Garmisch, Feder, 1839
- Bad Heilbrunn mit Pfarrkirche St. Kilian, Bleistift, 1839
- Wilhelm und Thekla von Freyberg in einer Partenkirchner Bauernstube, Bleistift und Tusche, 1839
- Dorfplatz in Partenkirchen, Feder, 1840
- Alter Oberbayerischer Wirt vor einem Haus in der Sonne sitzend, Aquarell, um 1842
- Ausgemergelte Bäuerin im Greisenalter, Aquarell, um 1842

## Ausstellungen (Auswahl)
- Electrine und die anderen. Künstlerinnen von 1700 bis 2000 Stadtmuseum Fürstenfeldbruck 2008
- Talent kennt kein Geschlecht. Malerinnen und Maler der Romantik auf Augenhöhe Museum Georg Schäfer Schweinfurt 2020
- Electrine! Die Künstlerin Electrine von Freyberg 1839 zur Badekur in Partenkirchen Museum Aschenbrenner Garmisch-Partenkirchen 2021